# Kerkbalans
Kerkbalans is een jaarlijkse actie waarin vijf Nederlandse kerkgenootschappen hun leden oproepen een financiële bijdrage te leveren ten bate van het onderhoud van hun plaatselijke kerk, parochie of gemeente.
De opbrengsten van de actie zijn een belangrijke bron voor het levensonderhoud van dominees en pastores en het onderhoud van gebouwen.
Het samenwerkingsverband bestaat uit de volgende genootschappen:
1. Algemene Doopsgezinde Sociëteit
2. Oudkatholieke Kerk van Nederland
3. Protestantse Kerk in Nederland (PKN)
4. Rooms-Katholieke Kerk in Nederland (RKKN)
5. Remonstrantse Broederschap
6. Evangelische Broedergemeente (sinds 2018)[1]

De actie bestaat sinds 1973. Jaarlijks worden er honderden miljoenen euro's opgehaald. Kerkbalans kan hiermee de grootste inzamelingsactie op financieel gebied in Nederland worden genoemd. De actie vindt plaats in de eerste helft van januari. Vrijwilligers gaan dan de deuren langs en bezorgen formulieren waarop kerkleden hun toezeggingen kunnen doen. In 2005 werd de Kerkbalans Nieuwe Stijl ingevoerd. Dit was een nieuwe marketingstrategie waarbij de betrokken kerken zich meer gingen richten op groepen die van nature minder gaven, zoals randkerkelijken en jongeren.

## Opbrengst
Dit schema toont de opbrengst sinds 2007 van de twee grootste kerken die deelnemen aan Kerkbalans, te weten de Protestantse Kerk in Nederland (PKN) en het Rooms-katholiek Kerkgenootschap in Nederland (RKKN). Van de overige drie kerken zijn geen precieze cijfers bekend. Van de RKKN zijn over de jaren van 2016 tot 2021 geen (betrouwbare) cijfers bekend. De PKN publiceerde in de jaren van 2017 tot 2019 geen cijfers. Bedragen in de tabel zijn uitgedrukt in miljoenen euro's.
| Jaar | PKN   | RKKN | Totaal |
| ---- | ----- | ---- | ------ |
| 2007 | 190,2 | 60,2 | 250,4  |
| 2008 | 192,0 | 60,6 | 252,6  |
| 2009 | 193,7 | 60,8 | 254,5  |
| 2010 | 194,5 | 60,7 | 255,2  |
| 2011 | 192,9 | 58,4 | 251,3  |
| 2012 | 189,0 | 56,8 | 245,8  |
| 2013 | 187,5 | 54,4 | 241,9  |
| 2014 | 183,2 | 50,5 | 233,7  |
| 2015 | 178,6 | 49,3 | 227,9  |
| 2016 | 175,2 | 47,6 | 222,8  |
| 2017 | -     | 46,8 |        |
| 2020 | 171,2 | -    | -      |
| 2021 | 171,9 | -    | -      |
| 2022 | 171,8 | 38,0 | 209,8  |

## Bijdragen en ANBI-status
Kerken en parochies in Nederland kunnen erkend zijn als Algemeen Nut Beogende Instelling (ANBI). Deze ANBI-status biedt fiscale voordelen, zowel voor de instellingen als voor de donateurs. Dit stimuleert bijdragen aan de Actie Kerkbalans, waarmee kerken en parochies uitgaven zoals onderhoud, salarissen en gemeenschapsactiviteiten bekostigen.